# Johan Theunisz
Johannes Theunisz (Stadskanaal, 7 september 1900 - Valencia, Spanje, 16 april 1979) was een Nederlands historicus en schrijver.

## Jeugd, studie en leraarstijd
Johannes Theunisz bezocht het gymnasium te Assen. Daarna studeerde hij geschiedenis en aardrijkskunde aan de Groningse universiteit. In 1926 behaalde hij het doctoraalexamen en een jaar later promoveerde hij bij prof. Hajo Brugmans op het proefschrift Het stadhuis te Enkhuizen (1686). Zijn studiejaren sloot hij af met een doctoraalexamen klassieke letteren aan de Rijksuniversiteit Leiden. Vervolgens werd hij leraar in Middelharnis (1926-1927), Sneek en Leeuwarden (1927-1934) en in Zwolle (1934-1941). Vanaf 1921 schreef hij verzen, romans, essays, artikelen, historische werken en schoolboeken voor geschiedenis en aardrijkskunde. Ook was hij vertaler. Zijn eerste gedichten werden opgenomen in het tijdschrift Het Getij. In 1923 debuteerde Theunisz met zijn verzenbundel Het klare dagen, een sonate in verzen. Behalve literatuur behoorden ook muziek, toneel en moderne dans tot de artistieke passies van Theunisz. In de jaren 1920-1924 behoorde hij tot de Groninger kunstenaarsgroep De Ploeg.

## Activiteiten 1940-1945
In november 1941 werd hij sympathiserend lid van de NSB, lid van het Opvoedersgilde, het Nederlandsch Verbond voor Sibbekunde, de Kultuurkamer, de Nederlandsch-Duitsche Kultuurgemeenschap, het Verbond van Nederlandsche Journalisten en de Bond voor Heemkunde. Op initiatief van SS-Voorman Henk Feldmeijer werd hij in 1940 benoemd tot directeur van de Volksche Werkgemeenschap, later Germaansche Werkgemeenschap genoemd; in die kwaliteit was hij ook hoofdredacteur van Volksche Wacht. Tevens was Theunisz bestuurslid van de stichting Saxo-Frisia.
In april 1941 werd hij vrijgesteld van zijn werk als leraar, om in opdracht van prof. dr. J. van Dam, secretaris-generaal van het nationaalsocialistische Departement van Opvoeding, Wetenschap en Kultuurbescherming, binnen- en buitenlandse archieven te gaan raadplegen over het onderwerp Nederlandse Oostkolonisatie. Om zijn entree bij de 'Behörden' in Oost-Europa te vergemakkelijken, mocht hij van Feldmeijer het uniform - met pistool - van de Nederlandsche SS te dragen. Als onderstormleider (de rangen waren toen nog Nederlands) maakte hij in 1942 een studiereis door Duitsland in opdracht van de SS-organisatie Das Ahnenerbe. Hij sloot zijn onderzoek af met een aantal publicaties over het onderhavige onderwerp. Voor zijn toewijding aan de SS werd hij op 22 oktober 1942 - als een van de weinige Nederlanders - door Heinrich Himmler onderscheiden met de SS-Totenkopfring. In 1941 had Theunisz kans gemaakt op een hoogleraarschap vaderlandse geschiedenis in Leiden of Utrecht of Amsterdam. Voor Groningen was hij ook voorgedragen, maar daar had men hem gepasseerd.
Voor de radio hield hij verscheidene lezingen. Binnen de nationaalsocialistische geledingen maakte hij naam als lector voor het nationaalsocialistische Departement van Volksvoorlichting en Kunsten. Ook was hij jurylid bij prijsvragen.
Aan zijn carrière kwam abrupt een einde toen hij in 1943 als directeur van de Volksche Werkgemeenschap werd afgezet en vervangen door prof. dr. G.A.S. Snijder. Het weerhield Theunisz er niet van verder te publiceren in De Schouw, De Waag en Groot Nederland. In 1944 werd hij benoemd tot bestuursraad in Drenthe, een functie die hij bekleedde tot aan zijn arrestatie in 1945. In januari 1945 volgde nog de benoeming tot lid van het college van curatoren van het Asser gymnasium.

## Na de oorlog
Tot maart 1948 was hij geïnterneerd. Op 2 november 1948 werd hij door de kantonrechter-plaatsvervanger te Zwolle veroordeeld tot een vrijheidsstraf gelijk aan de periode van voorlopige internering. Ook werd hij ontzet uit het kiesrecht, uit het recht om ambten te bekleden en om een functie bij het onderwijs uit te oefenen. De Centrale Eereraad legde hem een publicatieverbod tot 15 mei 1950 op. De Commissie voor de Perszuivering sloot hem uit tot 5 mei 1965. Hij vond een betrekking als corrector bij de Provinciale Drentsche Courant. In 1950 verzocht hij het Ministerie van Justitie om teruggave van het recht op benoembaarheid in het onderwijs. Dat werd hem op 22 november 1950 verleend. In december 1955 vertrok hij naar het Duitse Holzminden, waar hij leraar werd. In april 1960 verhuisde hij naar Nordeck. In 1965 verhuisde hij naar het Spaanse Sagunto. Enkele dagen na een brand in zijn woning, waarbij zijn echtgenote om het leven kwam, overleed hij in het ziekenhuis in het naburige Valencia.

## In bloemlezingen opgenomen werk
- 1924: Nieuwe geluiden
- 1926: Erts Almanak
- 1934: Groningsche dichters
- 1934: Nieuwste dichtkunst
- 1936: Jonge most
- 1938: Moderne Nederlandsche religieuze lyriek
- 1944: Gelaat der dichters
- 1961: De dichter bidt